# Tomáš Volevecký
Tomáš Volevecký (* 27. října 2004 Děčín) je český lední hokejista hrající na postu brankáře.

## Život
S hokeje začínal ve svém rodném městě, v tamním klubu. Svá mládežnická léta ale strávil v pražské Slavii. Během sezóny 2019/2020 vypomáhal i výběru do sedmnácti let v českolipském klubu. V ročníku 2021/2022, kdy hrál za výběr Slavie do dvaceti let, hostoval ve stejné věkové kategorii i v pražské Kobře. Následující sezónu (2022/2023) nastupoval za výběr do dvaceti let klubu z Mladé Boleslavi a zahrál si rovněž za muže pražské Slavie, když v zápase s Frýdkem-Místkem (2:7) na třetí třetinu vystřídal Michala Pittra a během svého působení dostal dva góly.